# 事業部制
事業部制（じぎょうぶせい）は企業を事業ごとの部署へ分割し管理する統治制度である。

## 概要
事業部制では、組織を事業単位で分割する（事業部制組織構造）。
各事業はその事業部にて収支管理（独立採算）や意思決定が行われ、事業部にはそれに必要な全ての権限と義務が移譲される。全社に跨る機能（例: 人事・財務）は、本社と呼ばれる中央部署の管轄となる。
現場とマネジメント層の距離が近くなり、かつ扱う分野が限定されることで、多角化・広域化した企業においても各事業の迅速かつ正確な経営が出来る。

## 歴史
歴史的にはデュポンが1920年に事業部制をとり、これを参考にしてゼネラルモーターズが導入したのが事業部制の始まりである。日本では1933年（昭和8年）に松下電器産業（現・パナソニックホールディングス）が導入したのが初めてとされ、今では上場企業の大多数が事業部制を取っている。